# Балогун, Леон
Леон Адереми Балогун (нем. Leon Aderemi Balogun; род. 28 июня 1988, Западный Берлин) — нигерийский и немецкий футболист, защитник лимасольского «Ариса». Выступал в сборной Нигерии.

## Карьера
Родился в семье нигерийца и немки. Заниматься футболом начал в школе берлинской «Герты».
19 апреля 2009 года дебютировал в Бундеслиге в составе «Ганновера».
Позднее выступал за бременский «Вердер».
В 2014 году, после окончания контракта с «Фортуной» из Дюссельдорфа, три месяца оставался без клуба. Затем заключил однолетний договор с «Дармштадтом».
С 2015 года выступал за «Майнц 05».

## Сборная
В марте 2014 года впервые получил вызов в сборную Нигерии на товарищеский матч против Мексики.

## Достижения
«Рейнджерс»
- Чемпион Шотландии: 2020/21